# 60년대
60년대는 60년부터 69년까지를 가리킨다.